# Kloster Bon Conseil
Kloster Bon Conseil (lat. Abbatia B. M. de Boni Consilii; franz.  Abbaye Cistercienne Notre-Dame du Bon Conseil) ist eine Trappistinnenabtei in Kanada, zuerst in Saint-Romuald (heute: Lévis, Chaudière-Appalaches), seit 2002 in Saint-Benoît-Labre, Beauce-Sartigan, Erzbistum Québec.

## Geschichte
Aus Furcht vor dem französischen Gesetz zur Trennung von Kirche und Staat (mit Auflösung der Ordensgemeinschaften) gründete 1902 Kloster Bonneval in Lévis in Kanada als Zuflucht das Kloster Notre-Dame du Bon Conseil (Maria Ratgeberin), das 1923 selbständig, 1924 zum Priorat und 1927 zur Abtei erhoben wurde. Nach hundert Jahren waren die Gebäude für die Gemeinschaft zu groß geworden und man zog in neu errichtete Baulichkeiten 100 Kilometer östlich in Saint-Benoît-Labre um. Zum Unterhalt des Klosters trägt eine von den Nonnen betriebene Schokoladenfabrik bei.

### Oberinnen, Priorinnen und Äbtissinnen
- Joseph Fabre (1902–1907)
- Séraphine Vaissettes (1907–1919)
- Michaél Brunet (1919–1921)
- Charité Costecalde (1922–1933; erste Äbtissin)
- Raphaël Leclerc (1933–1939)
- Marie du Rosaire Lamarche (1939–1954)
- Monique Carrier (1954–1972)
- Françoise Lemieux (1972–1989)
- Marie St-Pierre (1989–)